# 時輪タントラ

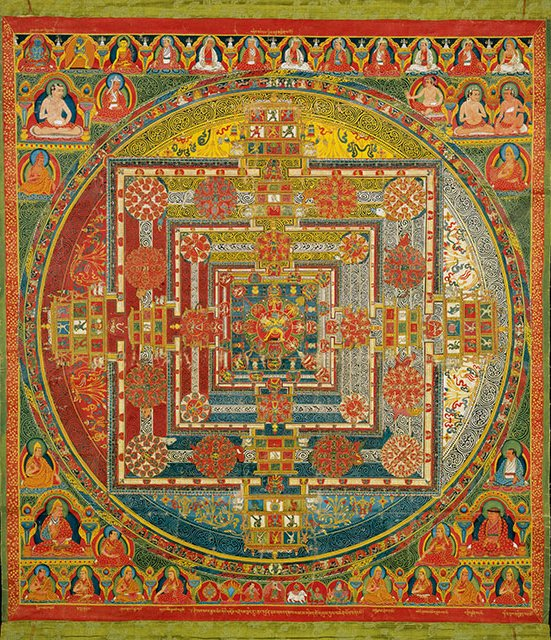
時輪曼荼羅のタンカ

『時輪タントラ』（じりんタントラ、カーラチャクラタントラ）、『略カーラチャクラタントラ』(梵: Laghu-kālacakratantra、LKC）は、正式には『最勝本初仏より要抄せる吉祥時輪なるタントラ王』（梵: Paramādibuddhoddhṛta-śrīkālacakra-nāma-tantra-rāja）といい、インド後期密教のカーラチャクラ（チベット語： དུས་ཀྱི་འཁོར་ལོ།、ワイリー語： dus kyi 'khor lo、時輪教）の教えの仏教タントラ文献である。インド密教の経典、仏教タントラ文献で一番最後に成立したとされる。カーラチャクラは一連の仏典の呼称であり、インド仏教とチベット仏教の主要な実践系統の呼称である。

## 概要
カーラチャクラは、密教とヒンドゥー教における多義的な用語であり、"Kāla"は「時間」を、"Cakra"は「輪」を意味し、「時の輪」または「時間のサイクル」を意味する。 「時輪」と漢訳されている。
カーラチャクラという言葉は、密教におけるタントラ（タントリズム）の守護神または本尊（イダム）、そして時輪教（カーラチャクラの伝統）の哲学やヨーガの両方を指す。この伝統の起源はインドにあり、その後チベットで隆盛した。時輪教には、宇宙論、神学、哲学、社会学、救済論、神話、予言、医学、ヨーガに関する教えが含まれており、宇宙的および社会的・歴史的な出来事が個々人の身体のプロセスに対応するという神話的現実が説かれている。これらの教えは、様々なヨーガのメソッドを通じて、自身の心身を完全な仏果（悟り・成仏の境地）へと変容させることを意図している。また、修行法、暦学、天文学、インド仏教の衰退と復興の予言が説かれている。
『時輪タントラ』は、インド仏教ではヨーガニルッタラタントラのクラスに、チベット仏教では無上瑜伽タントラのクラスに属するとみなされている。
10世紀頃イスラム勢力がインドに侵入し、多くの仏像や寺院を破壊しインド仏教の非常な脅威となっており（その後仏教はインドで消滅）、『時輪タントラ』はこのイスラム勢力の脅威に対抗するものとして、インド仏教の最終期に当たる11世紀に編纂された。。『時輪タントラ』の内容は、イスラム勢力の撲滅のために仏教がシヴァ派・ヴィシュヌ派等のヒンドゥー教勢力と共同戦線を張り、共に金剛乗を結成することを提唱するというもので、非常に特殊である。現代の仏教研究によると、時輪教のサンスクリット語の原典は、「西暦11世紀初頭に始まり、『時輪タントラ』と『無垢光』（ヴィマラプラバー、VP。正式名称『吉祥略時輪タントラ王の注釈たる無垢光』）の注釈が西暦1025年から1040年の間に完成したことは間違いない。」
羽田野伯猷 (1987年)、松本峰哲（2000年）は、『時輪タントラ』は1027年までの60年の間に、インド以外の国で成立したとしている。
時輪教は中観派の影響を強く受けた大乗仏教の非二元論に基づいているが、仏教と仏教以外（主にヒンドゥー教）の幅広い伝統（カシミール地方のインド仏教学派の一つ毘婆沙師（びばしゃし、Vaibhāṣika）、ヒンドゥー教のカシミール・シヴァ派、ヴィシュヌ派、サーンキヤ学派など）からも影響を受けてる。時輪教では、この教えはインドで釈迦（ゴータマ）自身によって説かれたとされている。釈迦の晩年の口伝を編纂したものという形式をとる。
新しい潮流であった時輪教は後期インド仏教において一大勢力となり、ヨーガニルッタラタントラ・無上瑜伽タントラのクラスにあるインド密教の内部で大きな論議を巻き起こし、既存勢力の冷ややかな反応が記録されている。
実質的な時輪教の開祖は『時輪タントラ』とその注釈書『無垢光』の作者たちである。時輪教では、『無垢光』には『時輪タントラ』と同等の権威があるとみなされており、本書はインドに持ち込まれた『時輪タントラ』をインド仏教徒が注釈したものだと考えられている。『時輪タントラ』の作者は、インド密教における理想郷伝説の地「シャンバラ」の王で文殊の化身であるヤシャ、『無垢光』の作者は、ヤシャの息子で次の王、観自在の化身であるプンダリーカとされている。時輪教は、一万二千偈頌からなる『最勝本初仏タントラ』（Paramādibuddhatantra）を所依の根本タントラと主張し、『時輪タントラ』はヤシャが作成した簡略版とされる。『最勝本初仏タントラ』は、他の流派の実在性の疑わしい「根本タントラ」とは異なり、かなりの部分が何らかの形で流通した典籍であったことが研究により解明されている。 『最勝本初仏タントラ』のサンスクリット語原典は発見されておらず、チベット語訳・漢訳共に現存していない。時輪教のタントラ文献の制作と伝播については、多くの神話と伝説があり、チベット人による歴史書・宗義書には錯綜した伝承が残されているが、実際のところはあまりわかっておらず、『最勝本初仏タントラ』、ヤシャ、プンダリーカについても学術的にはほとんど明らかになっていない。
カーラチャクラはチベット仏教、特にチョナン派において、仏教タントラ文献の伝統として今も生き続けており、多くの一般大衆に向けて教えが説かれ灌頂が行われ、特にダライ・ラマ14世テンジン・ギャツォによるものが良く知られている。

### 修行法
『時輪タントラ』では12種類の風（ルン、気）が説かれており、無上瑜伽の代表的な教典の一つである。
六支瑜伽と呼ばれる、六段階の修行法から成る。
1. 抑制
2. 禅定
3. 止息
4. 總持
5. 憶念
6. 三摩地

### 末法時代の予言
『時輪タントラ』成立当時の政治社会情勢から、イスラム勢力の侵攻によるインド仏教の崩壊が予見されていたため、イスラムの隆盛とインド仏教の崩壊、秘密の仏教国土で、インド仏教復興までの末法の時代は密教によってのみ往来が可能とされた理想郷シャンバラの概念、シャンバラの第32代の王となるルドラ・チャクリン（転輪聖王）、ルドラ・チャクリンによる侵略者（イスラム教徒）への反撃、ルドラ・チャクリンが最終戦争で悪の王とその支持者を破壊する予言、そして未来におけるインド仏教の復興、地上における秩序の回復、世界の調和と平和の到来、等が説かれた。

### 暦法・天文学
"Kāla"は時間の意味であり、暦法や天文学も説かれている。チベット暦に影響を与えた。

## 出自についての伝統説
チベット仏教の信仰上の位置づけでは、シャンバラの王で金剛手の化身であるスチャンドラが、シャンバラ内の96の国々の民の利益のため、インドを訪れ、釈迦から教えを授けられたとされる。以降の7人の王、22人のカルキ（支配者）を介して受け継がれてきたという。シャンバラは仏教がヒンドゥー教の伝説を取り入れて発展させたもので、仏の化身が支配するカーストのない平等な理想郷とされた。
スチャンドラが一万二千偈頌からなる『最勝本初仏タントラ』を持ち帰り、シャンバラの王で文殊の化身であるヤシャ王がこれを広めるために三千頌に要抄したものを作り、この簡略版が『時輪タントラ』であるとされる。彼の息子であり次の王、観自在の化身のプンダリーカが『時輪タントラ』の注釈書『無垢光（ヴィマラプラバー）』を現したとされ、『時輪タントラ』『無垢光』は、シャンバラで書かれたと説かれている。
カギュ派の祖師の一人ティローパが『時輪タントラ』を求めてシャンバラを目指していたところ、文殊菩薩の化身が現れ、彼にカーラチャクラの秘伝、『時輪タントラ』、注釈書、口伝を授けたという。

## 本尊

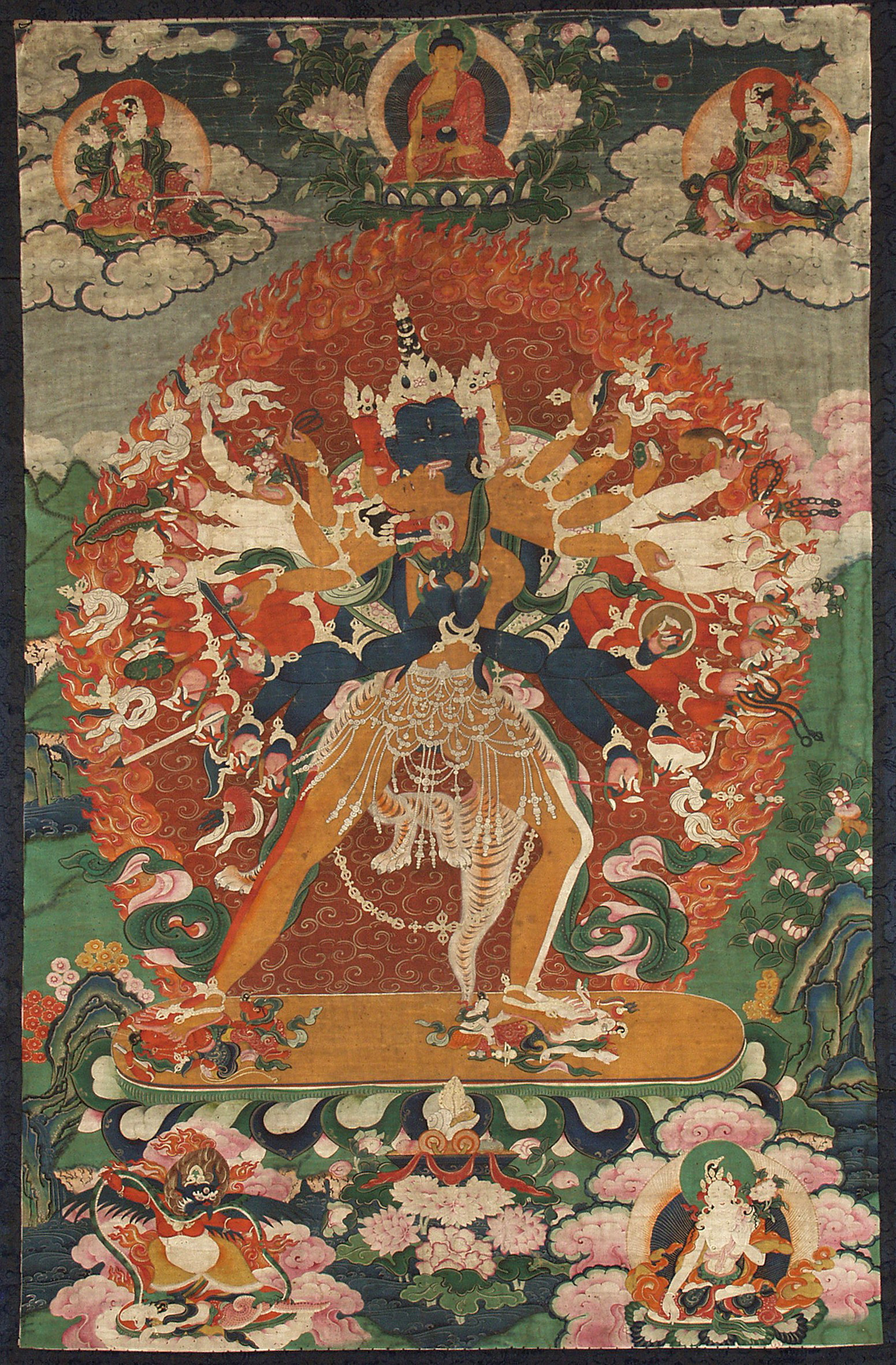
時輪金剛のヤブユム

阿閦如来を本地とした守護尊（イダム）の「時輪金剛」が、『時輪タントラ』の本尊として男尊と女尊が抱き合った歓喜仏の姿で曼荼羅にも描かれる。

## 現代チベット仏教における大衆への灌頂
チベットは厳しい鎖国、特に西洋に対して門戸を閉じていたが、1959年のチベットの政治的激変によりダライ・ラマ14世テンジン・ギャツォと多くの人々が亡命、チベット仏教はこれまでの保守主義を続けることが不可能になった。ダライ・ラマ14世や高僧たちは亡命先で、寺院・信者・施主・檀家という宗教活動と生活の基盤全てを一度失い、チベット仏教の伝統や思想の革新の必要性、西洋社会におけるチベット仏教、特に後期密教の部分の誤解を解き理解を深める必要性等から、理解できるレベルで一般大衆に解説するようになっていった。本来密教の教えと修行は、厚い信仰を持つ長く修行を重ねたごく少数の学僧と修行者以外には秘されており、未熟な者や信仰を持たない者には教えを説いてはならないが、ダライ・ラマ14世や高僧たちは、迷いながらも密教の伝統を徐々に崩していったのである。
1970年代には西欧の若者たちが自国の政策や社会制度に疑問を持ち、アジアの精神性、スピリチュアリティ、神秘主義に興味を持ち、俗にいうヒッピーとなり、アジア諸国を放浪し、「神秘」「秘境の国」というイメージのあるチベット密教とその高僧たちと出会い、これが厳しい状況にあったチベット仏教にとって西欧社会・近代社会へのアピール・啓蒙・布教のチャンスとなった。ダライ・ラマ14世や高僧たちが、多くの一般大衆に灌頂を授ける際に選んだのが時輪教（カーラチャクラ）の教えである。高松宏寶によると、時輪教の教えは、釈迦がシャンバラの王スチャンドラの願いに応え、多くの人々とその社会の平和と安定のために説いたと伝えられているため、あまり厳しい条件を付けなくても、世界平和を願うためであれば、チベット仏教に興味関心のある一般大衆に灌頂を執り行っても教えに反しないだろうと解釈されているようであり、ダライ・ラマ14世は世界平和への方便と語っている。